# Riversul (kommun)
Riversul är en kommun i Brasilien.   Den ligger i delstaten São Paulo, i den södra delen av landet, 900 km söder om huvudstaden Brasília. Antalet invånare är 6 165.
Följande samhällen finns i Riversul:
- Riversul

Trakten runt Riversul består i huvudsak av gräsmarker. Runt Riversul är det glesbefolkat, med 15 invånare per kvadratkilometer.